# Dancing on the Ceiling
Dancing on the Ceiling (1986) è il terzo album di Lionel Richie.
L'album doveva inizialmente chiamarsi Say You, Say Me.

## Tracce
1. Dancing on the Ceiling
2. Se La
3. Ballerina Girl
4. Don't Stop
5. Deep River Woman
6. Love Will Conquer All
7. Tonight Will Be Alright
8. Say You, Say Me
9. Night Train (Smooth Alligator)

Tracce bonus nella ristampa del 2003
1. Dancing on the Ceiling (extended version)
2. Se La (extended version)
3. Don't Stop (extended version)
4. Love Will Conquer All (extended version)

## Classifiche
| Classifica (1986) | Posizione massima |
| ----------------- | ----------------- |
| Australia         | 2                 |
| Austria           | 4                 |
| Canada            | 3                 |
| Francia           | 7                 |
| Germania          | 5                 |
| Italia            | 5                 |
| Norvegia          | 1                 |
| Nuova Zelanda     | 3                 |
| Paesi Bassi       | 2                 |
| Regno Unito       | 2                 |
| Stati Uniti       | 1                 |
| Stati Uniti (R&B) | 3                 |
| Svezia            | 2                 |
| Svizzera          | 2                 |